# António Botelho Homem Bernardes Pessoa
António Botelho Homem Bernardes Pessoa foi um administrador colonial português que exerceu o cargo de Governador no antigo território português subordinado à Índia Portuguesa de Timor-Leste entre 1810 e 1812, tendo sido antecedido por António de Mendonça Corte-Real e sucedido por Vitorino Freire da Cunha Gusmão.